# جون بريستون بوكانان
جون بريستون بوكانان (بالإنجليزية: John Preston Buchanan)‏ (و. 1888 – 1937 م) هو سياسي من الولايات المتحدة الأمريكية.
وهو عضو في الحزب الديمقراطي الأمريكي.